# Kha Tong Luang
Kha Tong Luang, jedno od tri plemena iz skupine Aheu Luang naseljeno u Laosu uz vijetnamsku granicu u distriktu Nakay, provincija Khammouan. Pleme broji oko 200 osoba i najmanja su Aheu skupina. Njihovo ime ( 'Slaves of the Yellow Leaves' ) dolazi po žutoj boji koliba napravljenih od lišća banana. Jezično pripadaju porodici Mon-Khmer. ne smiju se brkati s Phi Tong Luangima.